# Jungfruparasoll
Jungfruparasoll (Nigella orientalis) är en ranunkelväxtart som beskrevs av Carl von Linné. Jungfruparasoll ingår i släktet nigellor, och familjen ranunkelväxter. Inga underarter finns listade i Catalogue of Life.